# Feinheit (Textilien)

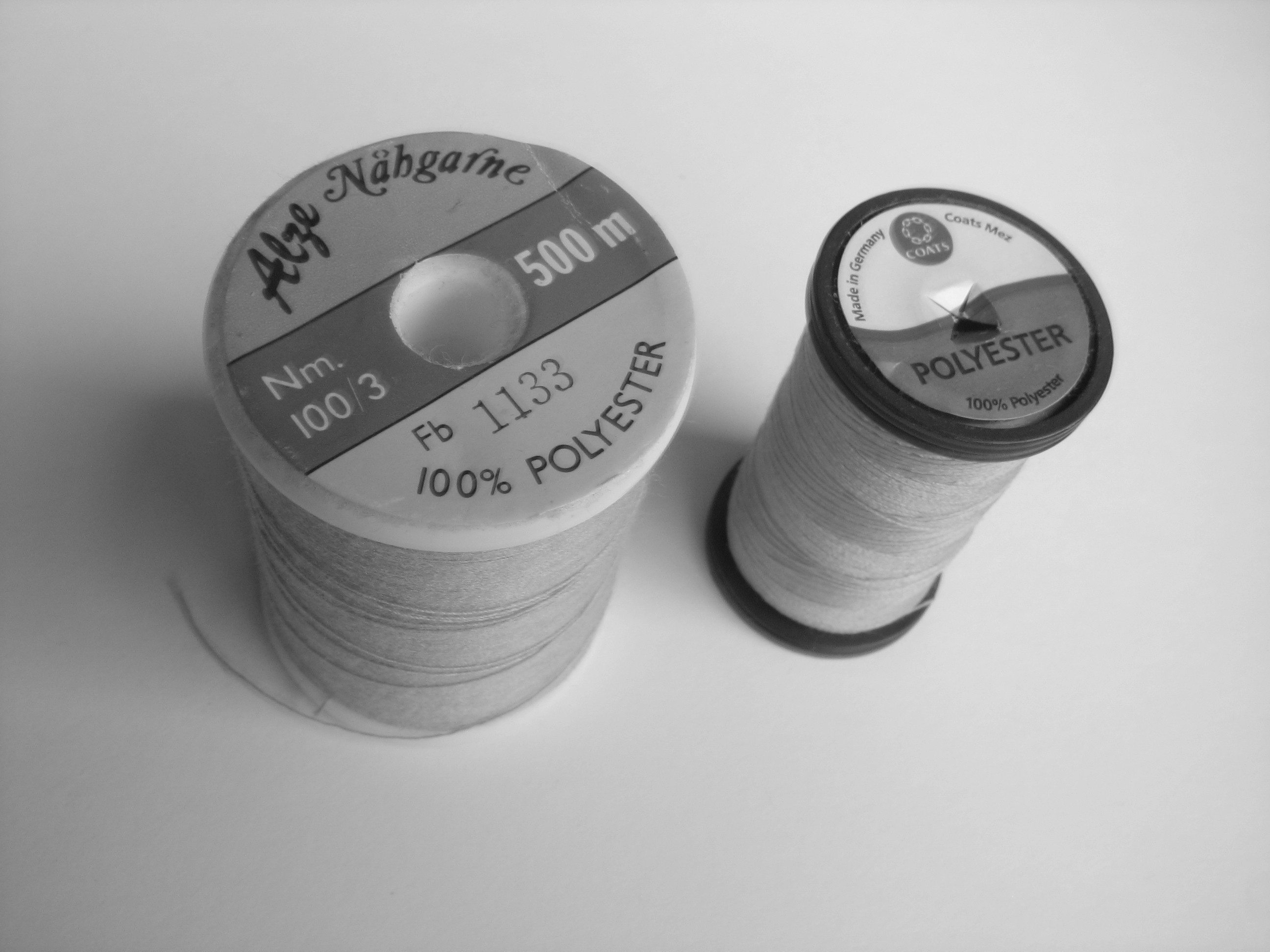
Nähgarn der Stärke Nm 100/3

Die Feinheit von textilen Fasern (Spinnfasern, Filamenten) und anderen linienförmigen textilen Gebilden wie Garnen, Zwirnen, Kammzügen, Vorgarnen, Rovings und Bändern sowie Seilen stellt ein Maß für deren Dicke bzw. Durchmesser dar. Je kleiner der Durchmesser eines solchen Gebildes ist, desto feiner ist es bzw. desto größer ist seine Feinheit. Da aber der Durchmesser der meisten dieser Gebilde wegen der Zusammendrückbarkeit und deren unregelmäßigen bzw. profilierten Querschnitten schwer bestimmbar ist, wurden für die textilen Feinheitsdefinitionen Beziehungen zwischen der leichter bestimmbaren Masse (Gewicht) und der Länge aufgestellt. Die Feinheit wird entweder als längenbezogene Masse (Gewichtsnummerierung) oder massebezogene Länge (Längennummerierung) angegeben.

## Feinheitsbestimmung durch Dickenmessung
Für Fasern ist die Dicke ein wesentliches Kennzeichen der Fasergeometrie; dadurch werden die Verarbeitbarkeit der Fasern und die Eigenschaften daraus hergestellter linienförmiger und flächenförmiger textiler Gebilde (Vliesstoffe) unmittelbar beeinflusst. Wenn der Faserquerschnitt kreisförmig ist, wie bei Wolle oder Glasfasern, ist die Dicke durch den Durchmesser definiert. Bei abgeflachten Faserquerschnitten kann die Breite oder Seitenlänge bestimmt werden. Ab dem Wechsel vom 18. zum 19. Jahrhundert wurde eine Vielzahl von Verfahren zur Messung der Wollfeinheit entwickelt. Grund war die notwendige objektive Bewertung der Faserfeinheit bei der industriellen Verarbeitung. Unterschiedliche Feinheiten entlang der Fasern und zwischen diesen hat Einfluss auf die Spinneigenschaften und die Ausspinngrenzen. Sicherlich spielte die Preisbildung, die von der Faserfeinheit abhängig ist, eine weitere Rolle.
Als Beispiele für solche Prüfverfahren können angeführt werden:
- Messung mit Mikroskop und Mikrometer (durch Daubenton 1779, Ploucquet 1785, Pilgram 1826)
- Messung mit Mikroskop und anderen Hilfsmitteln (durch Dollond 1811)
- Messung mit Tastern und Mikrometerschrauben (durch Voigtländer 1815, Köhler 1825, Grawert 1831)

Als zuverlässigstes Instrument Anfang bis Mitte des 19. Jahrhunderts galt der von Dollond konstruierte und 1811 erstmals beschriebene „Wollmesser“ (Eriometer). Er hatte an seinem zusammengesetzten Mikroskop eine Einrichtung, um zu erkennen, wie oft zehntausendstel Teile eines englischen Zolles den Durchmesser eines Wollhaares ausmachten. Das nach ihm benannte Maß „Grad Dollond“ entsprach mithin 2,54 µm. So wurde der Durchmesser des Fadens eines Spinnengewebes mit 1 Grad Dollond ermittelt, des Raupenseidenfadens mit 2–3 Grad, des Flaumhaares einer einheimischen Ziege mit 4–6 Grad und den des „allerfeinsten Wollhaares“ mit 4–5 Grad. Wie die Methode von Dollond waren auch andere Wollmesser kompliziert und wegen der notwendigen Messung von Einzelfasern zeitaufwendig und teuer.
Die Messung des Faserdurchmessers erfolgt meist mit Lanametern, wobei es sich meist um Projektionsmikroskope handelt, deren Grundprinzip von Doehner 1929 beschrieben wurde. In DIN 53 811 (Faserdurchmesser-Messung in Mikroprojektion der Längsansicht, Juli 1970) werden die Prüfbedingungen aufgeführt. An 0,4 bis 0,8 mm langen Faserstücken werden die Durchmesser von ca. 1000 Wollfaserabschnitten gemessen und der mittlere Faserdurchmesser ermittelt.
- Eine Weiterentwicklung hinsichtlich des Zeitaufwandes für die Messungen stellt eine von  BSC Electronics (ofda.com) entwickelte Methode (Messgerät OFDA 100) der mikroskopischen Bildauswertung dar. In 20 Sekunden können damit 2000 Messwerte ermittelt werden. Der Nachfolger des OFDA 100 ist das OFDA 2000 und misst bis zu 24.000 Fasern pro Minute
- Eine weitere Methode ist das FDA-Gerät (Fiber Distribution Analyzer) von der CSIRO (Australian Commonwealth Scientific and Industrial Research Organisation). Mit einem Spezialmikrotom kurz geschnittene Faserabschnitte strömen in einer nicht quellenden Flüssigkeit in einer kapillaren Messkammer einzeln an einer optisch-elektronischen Messeinrichtung vorbei. Dabei wird der Faserdurchmesser ausgewertet und weitere statistische Auswertungen vorgenommen. Pro Sekunde können bis zu 50 Fasern vermessen werden.
- Mit einem speziellen Modul kann auch mit dem für die Faserlängenmessung entwickelten automatischen System AFIS der Faserdurchmesser ermittelt werden, wobei zur Faservereinzelung ein Luftstrom verwendet wird. Eingesetzt wird das Gerät für Baumwollfasern, wobei wegen der nicht runden Querschnittsform ein fiktiver Durchmesser angezeigt wird.[4]

Die Durchmessermessungen mit den unterschiedlichsten Verfahren werden vor allem zur Klassifikation der Wollfaserqualitäten (Wollfeinheitsklassen) genutzt, wobei Durchschnittswerte ermittelt wurden und noch insbesondere in englischsprachigen Ländern in Mikron (engl. Micron, Kurzzeichen µ) angegeben sind. Diese Längeneinheit entspricht im Internationalen Einheitensystem (SI) unmittelbar dem Mikrometer (µm) und ist zu ersetzen. Diese Wollfeinheitsklassen sind zwischen den Ländern nicht einheitlich genormt. Ebenfalls zu beachten: aus züchterischer Sicht und im Wollhandel sind ebenfalls unterschiedliche Einteilungen üblich. Dazu gibt es umfangreiche Zusammenfassungen und Übersichten. Die für Kammzüge verarbeiteten Wollen werden meist nur noch grob in drei Wollfeinheitsklassen eingeteilt: Merinowollen (16,5–24 µm), Crossbred-Wollen (Kreuzzuchtwollen, 24–33 µm) und Cheviot-Wollen (gröber als 33 µm).
Für Fasern aus anorganischen Stoffen (Glas, Metall) und aus synthetischen Polymeren wird die Kennzeichnung der Faserfeinheit über den Faserdurchmesser oder die Querschnittsfläche vor allem für den Einsatz in technischen Anwendungsgebieten ermittelt. Häufig ist bei diesen Fasertypen der Querschnitt kreisförmig oder sonstig regelmäßig gestaltet. Damit können im Bereich der Verstärkungsfasern bei Kunststoffverbundwerkstoffen weiterführende Festigkeitsberechnungen und andere mechanische Berechnungen durchgeführt werden.
Garndickenmessungen werden für die Charakterisierung der Garnfeinheit kaum eingesetzt, da sich Garne zu leicht verformen lassen und damit keine objektive Messung möglich wird. Trotzdem wurden in der Vergangenheit solche Verfahren entwickelt. Bei einer direkten Messung des Garndurchmessers wird ein Faden um einen Objektträger gewickelt, wobei mittels einer Vorrichtung ein Breitquetschen verhindert wird, und anschließend wird mit einem Okularmikrometer an drei Stellen vermessen. Bei einem weiteren Verfahren werden Fäden nebeneinander auf einen Stab gelegt und unter definierter Spannung bis zu einer markierten Breite aufgewickelt. Die Breite wird durch die Anzahl der Windungen dividiert, um die Garndicke zu erhalten. Ein indirektes Verfahren ermittelt den Garndurchmesser über das Volumen. Mit opto-elektronischen und kapazitiven Verfahren kann eine kontinuierliche Überwachung der Ungleichmäßigkeit des Merkmals „Garndurchmesser“ über größere Garnlängen erfolgen. Mittels Wirbelstromsensoren werden innerhalb von Anlagen zur Garnherstellung mit kontinuierlicher Überwachung die Ungleichmäßigkeit der Dicken von Faserbändern überwacht, um über Regelkreise Einfluss auf die Steuerung von Streckwerken zu nehmen.

## Feinheitsbestimmung durch Messung von Masse (Gewicht) und Länge – Nummerierungssysteme

### Masse und Gewicht zur Feinheitsbestimmung
Bis zur gesetzlichen Einführung des Internationalen Einheitensystems (SI) in der Bundesrepublik Deutschland mit dem Gesetz über die Einheiten im Messwesen und die Zeitbestimmung (Einheiten- und Zeitgesetz, abgekürzt EinhZeitG) vom 2. Juli 1969 war es im Technischen Maßsystem üblich, das Gewicht als Maß für die Menge und das kg als zugehörige Mengeneinheit zu verwenden. Aus diesem Grund wurde in der Literatur und in Normwerken zur Feinheitsbestimmung von linienförmigen textilen Gebilden bis dahin fast ausnahmslos das Gewicht verwendet. Bei der Einführung des SI-Einheiten-Systems wurde ausschließlich auf dem physikalischen Einheitensystem aufgebaut, das das Kilogramm als Grundeinheit für die Masse festlegte. Das wurde bei Einführung abgeleiteter textiler Größen berücksichtigt. Da aber schon im Zuge der neuen Einheiten-Gesetzgebung mit der zählebigen Tradition der Alltagssprache (Angabe des Körper„gewichts“ noch in kg) und auch in manchen Zweigen der Technik gerechnet wurde, erlaubte die Ausführungsverordnung zum Gesetz über Einheiten im Messwesen vom 26. Juni 1970, dass die Einheiten des Gewichts als einer im geschäftlichen Verkehr bei der Angabe von Warenmengen benutzten Bezeichnung für die Masse die Masseeinheiten sind. Ebenso weist die DIN 60 910: Textile Faserstoffe, Allgemeine Feinheitsbezeichnungen, Ausgabe Dezember 1985 darauf hin, dass die Feinheit (längenbezogene Masse) von Fasern und Garnen als Quotient aus dem Gewicht in einer gesetzlichen Einheit der Masse und der Länge in km angegeben werden soll. Die DIN 1305: Masse, Wägewert, Kraft, Gewichtskraft, Gewicht, Last; Begriffe, Ausgabe Januar 1988 verweist darauf. Ausgehend davon wird in der neueren textilen Fachliteratur zur Prüfung von Textilien das Gewicht zur Berechnung der Feinheit eingesetzt. Dieser allgemeine Sprachgebrauch in diesem speziellen Anwendungsgebiet des Prüf- und Messwesens ist der Grund, dass neben der Längennummerierung der Begriff der Gewichtsnummerierung und nicht Massenummerierung verwendet wird. Die Anwendung beider Begriffe sollte deshalb im Bereich der Bestimmung und praktischen Anwendung der Feinheit von linienförmigen textilen Gebilden akzeptiert werden.

### Historische Entwicklung der Feinheitsnummerierung
Aufgrund der sehr regionalen und länderspezifischen Entwicklung des Textilhandwerks und der Textilindustrie und des damit verbundenen Handels haben sich im Laufe von hunderten Jahren unterschiedliche Systeme zur Kennzeichnung der Faser- und Garnfeinheit herausgebildet, da sich die Maße für Länge und Gewicht sehr oft länderspezifisch und regional entwickelt haben. Für die unterschiedlichen Faser- und Garnarten wurden und werden noch unterschiedliche Nummerierungssysteme angewendet.
Ausgangspunkt dafür lagen in der französischen Seidenindustrie und in der englischen Woll- und Baumwollspinnerei für die Kennzeichnung der erzeugten Garne. Die Nummer ergibt sich dabei
- aus der Anzahl von Gewichtseinheiten, welche auf eine bestimmte Länge des linienförmigen textilen Gebildes gehen (Gewichtsnummerierung). Je niedriger die Nummer, umso feiner (dünner) das linienförmige Gebilde.
- aus der Anzahl von Längeneinheiten, die ein bestimmtes Gewicht ergeben (Längennummerierung). Je niedriger die Nummer, umso gröber (dicker) das linienförmige textile Gebilde.

Eine der ersten Gewichtsnummerierungen wurde in der französischen Seidenindustrie eingeführt. Es handelte sich um den alten französischen Seidentiter (franz. Titre – Feingehalt). Dieser bedeutete die Anzahl Deniers (1 Denier = 1,2739 g), welche ein Seidenfaden von 9600 alten französischen Ellen Länge wiegt (eine französische Elle = 1,188 m). Auf dem Pariser Kongress im Jahre 1900 wurde dann der internationale, legale (gesetzliche) Seidentiter begründet, indem die alten Maß- und Masseeinheiten durch das metrische System ersetzt wurden. Der Titer denier (Td) ergab sich dann aus dem Gewicht in Gramm pro 9000 m.
In der Baumwoll-, Woll- und Bastfaser-Garnnummerierung wurde die Längennummerierung bevorzugt. Für das Jahr 1925 wurden in Deutschland noch 17 gebräuchliche Längennummerierungssysteme angegeben, darunter englische, französische, aber auch unterschiedliche für Berlin und Sachsen bei der Streichgarnnummerierung.
Die metrische Längennummerierung (Nummer metrisch [Nm] mit der Einheit m/g) wurde in Deutschland 1942 verbindlich eingeführt, konnte sich aber in der Seidenindustrie und Chemiefaserindustrie bei Filamenten gegenüber dem Titer denier nie vollkommen durchsetzen.
Da in den 1950er Jahren eine international gleichartige Nummerierung und die Vorzüge der Gewichtsnummerierung erkannt wurden, beschloss das ISO-Komitee 38: „Textilien“ im Jahre 1956, die internationale Einführung des tex-Systems mit der Einheit „tex“ zu empfehlen.

### Gewichtsnummerierungen
Die Gewichtsnummerierungen geben das Verhältnis Masse (Gewicht) je Länge an.

#### Tex-System
Gemäß ISO 1144 und DIN 60905, Teil 1: „Tex-System; Grundlagen“ ist das Tex-System international und national eingeführt worden. Die Einheit Tex (Einheitenzeichen tex, Formelzeichen Tt) wurde mit dem Gesetz über Einheiten im Messwesen vom 2. Juli 1969 in Deutschland für die Angabe der Feinheit aller linienförmigen textilen Gebilde gesetzlich geregelt; sie ist in allen Staaten der EU und der Schweiz eine gesetzliche Einheit, verwendbar nur in diesem Anwendungsbereich.
Das Tex ist Einheit und Grundgröße des Tex-Systems.
- 1 tex = 1 Gramm pro 1000 Meter.

Häufig werden Vorsätze für Maßeinheiten vorangestellt:
- 1 mtex (Millitex) = 0,001 tex oder 1 Gramm pro 1.000.000 Meter oder 1 tex = 1000 mtex
- 1 dtex (Dezitex) = 0,1 tex oder 1 Gramm pro 10.000 Meter oder 1 tex = 10 dtex
- 1 ktex (Kilotex) = 1000 tex oder 1 Gramm pro 1 Meter (≈ 1 kg pro 1 km) oder 1 tex = 0,001 ktex

Ein Garn aus gleichem Fasermaterial und bei gleichen Spinnparametern mit 300 tex ist dreimal so schwer wie ein (gleich langes) Garn mit 100 tex. Je höher die Tex-Nummer, umso gröber sind das Garn oder die Faser, das heißt, umso geringer ist die Feinheit des linienförmigen textilen Gebildes.
Bei Zwirnen, die aus Garnen gleicher Feinheit zusammengedreht werden, wird im Tex-System die Anzahl der einzelnen Fäden hinter der Garnnummer mit einem Multiplikationszeichen angegeben. Wenn eine Verkürzung (Einzwirnung) oder eine eventuelle Verlängerung und auch die schraubenartige Struktur der verzwirnten Garne vernachlässigt werden, ergibt sich die Feinheit des Zwirns aus dem Produkt der Garnfeinheit und der Fadenzahl n:
Tt Zwirn = n x Tt Garn.
Zum Beispiel bedeutet
100 × 4 tex, dass vier Einzelfäden von 100 tex einen Zwirn mit insgesamt 400 tex bilden, der auf einer Lauflänge von 1 km 400 g wiegt.
Bei unterschiedlicher Feinheit der Garne ergibt sich die Zwirnfeinheit vereinfacht aus der Summe der Einzelfeinheiten.
Errechnung des Titers (dtex) bei bekannter Länge (in m) und Masse (in g)dtex = 10.000 × Masse / Länge
Errechnung der Länge (in m) bei bekanntem Titer (dtex) und Masse (in g)Länge = Masse × 10.000 / dtex
Errechnung der Masse (in g) bei bekanntem Titer (in dtex) und Länge (in m)Masse = dtex x Länge / 10.000.
Obwohl das Tex-System eigentlich für alle linienförmigen textilen Gebilde angewendet werden soll, wird es vor allem bei den Chemiefasern (sowohl Stapelfasern als auch Filamenten) und daraus hergestellten Garnen, aber auch bei der Kennzeichnung der Feinheit von Rovings und Kammzügen verwendet.
Fasern werden häufig Feinheitsbereichen zugeordnet: ultragrob > 10 dtex; grob 10 – 0,5 dtex, normal 0,5 – 0,15 dtex, fein 0,15 – 0,10 dtex, hochfein 0,10 – 0,01 dtex und ultrafein < 0,01 dtex.

#### Denier-System
Das Nummerierungssystem der französischen Seidenindustrie (dazu Historische Entwicklung der Feinheitsnummerierung) geht auf die alte französische Gewichtseinheit Denier zurück. Bis zur Einführung des Tex-Systems wurde das Denier-System überwiegend für Seidengarne und Chemiefaserfilamente (die Kunstseiden) verwendet. Es wird noch zur Feinheitskennzeichnung von Naturseiden und vor allem in Asien und den USA für Filamentgarne und Chemiefasern eingesetzt. In textilen Fertigerzeugnissen wird diese Bezeichnung noch bei Damenstrumpfhosen oder textiler Motorradbekleidung genutzt.
Die Einheit Denier (den, Formelzeichen Td) ist wie folgt definiert:
1 den = 1 Gramm pro 9000 Meter;
So entsprechen für ein Filamentgarn 15 den = 15 g/9000 m.
Bei Filamentgarnen werden häufig neben der Gesamtfeinheit die Feinheit der Einzelfilamente angegeben (D. P. F. Denier per Filament).
Umrechnung: 10 dtex entspricht 9 den (Beispiel für eine Angabe „20/22“ für eine Strumpfhose: 20 den bzw. 22 dtex).

### Längennummerierungen
Die Längennummerierungen geben das Verhältnis Länge je Masse an.

#### Nm-System
Die Einheit „Nummer metrisch“ (Nm) war von 1942 bis 1969 in Deutschland vorgeschrieben. Nm gibt an, wie viele Meter eines linienförmigen textilen Gebildes eine Masse von einem Gramm haben. Daher ist ein Faden mit Nm 9 dreimal dünner als ein Faden mit Nm 3, d. h. je höher der Nm-Wert, desto feiner ist das linienförmige textile Gebilde
Nm 4 bedeutet 4 Meter wiegen 1 Gramm.
Die Einheit Nm wird meist für Garne verwendet. Die Beschreibung der Garne im Nm-System ist in DIN 60 900, Teil 4, Ausgabe Juli 1988 enthalten. Insbesondere kommt dieses System noch im Bereich der Wollgarne vor. In den weiterverarbeitenden Bereichen wird die einfache Errechnung der Lauflänge eines Garnes gewünscht, das auf einer Garnspule aufgewickelt ist. Wenn das Gewicht eines Garnes Nm 50 z. B. 100 g ist ergibt sich eine Lauflänge von 5000 m. Die Feinheit von Zwirnen im Nm-System wird mit der Nummer der einfachen Garne und der verzwirnten Anzahl der Fäden angegeben; d. h. ein Zwirn Nm 48/2 ist zusammengezwirnt aus zwei Garnen Nm 48. Entsprechend ergibt sich bei etwas vereinfachter Betrachtung ein Zwirn mit einer Gesamtfeinheit Nm 24.

#### Ne-System
In den Handel gelangen nach wie vor Naturfasergarne mit der Nummer englisch Ne. Zur Anwendung kommt diese Nummerierung in England, den USA, asiatischen Ländern (außer China) und Nordeuropa. Hierbei ist zu unterscheiden zwischen NeB, der englischen Nummerierung für Baumwollgarne, und NeL, der englischen Nummerierung für Leinengarne sowie NeK und NeW für Kammgarn und Streichgarn.
1 NeB bedeutet 1,6934 Meter Baumwollgarn pro 1 Gramm. Die Einheit ist also größer als Nm.
1 NeL bedeutet 0,604772 Meter Leinengarn pro 1 Gramm. Die Einheit ist also kleiner als Nm.
1 NeK bedeutet 1,128909 Meter Kammgarn pro 1 Gramm (560 yd/lb).
1 NeW bedeutet 0,516073 Meter Streichgarn pro 1 Gramm (256 yd/lb).
Diese Einheiten basieren darauf, dass sowohl das Längenmaß eines gehaspelten englischen Stranges (siehe Hank (Einheit)) und das Vergleichsgewicht des englischen Pfunds nicht metrisch waren. Auch für die englische Nummerierung Ne wird die Verzwirnung hinter einem Schrägstrich angegeben, in der Form NeB 28/3.

#### Nf-System
Die Nummer französisch Nf ist in Deutschland nahezu bedeutungslos. Anwendung findet Nf in Frankreich für Baumwollgarne. Es gilt:
1 Nf bedeutet 1000 Meter Baumwollgarn wiegen 500 Gramm.
Daraus ergibt sich die Umrechnung 2 Nm = 1 Nf.

### Berechnungen
Aus den Zusammenhängen
- {\displaystyle 1\,\mathrm {tex} =9\,\mathrm {den} }
- {\displaystyle \mathrm {tex} \cdot \mathrm {Nm} =1000}
- {\displaystyle 254\cdot \mathrm {Ne_{B}} \approx 150\cdot \mathrm {Nm} }
- {\displaystyle 254\cdot \mathrm {Ne_{L}} \approx 420\cdot \mathrm {Nm} }

ergibt sich die folgende Tabelle.
|       |     | nach                                                             | nach                                                              | nach                                                                    | nach                                                                    | nach                                                               |
| tex   | den | Nm                                                               | NeB                                                               | NeL                                                                     |                                                                         |                                                                    |
| ----- | --- | ---------------------------------------------------------------- | ----------------------------------------------------------------- | ----------------------------------------------------------------------- | ----------------------------------------------------------------------- | ------------------------------------------------------------------ |
| v o n | tex | 1                                                                | {\displaystyle \mathrm {den} =9\cdot \mathrm {tex} }              | {\displaystyle \mathrm {Nm} ={\frac {1000}{\mathrm {tex} }}}            | {\displaystyle \mathrm {Ne_{B}} ={\frac {590}{\mathrm {tex} }}}         | {\displaystyle \mathrm {Ne_{L}} ={\frac {1654}{\mathrm {tex} }}}   |
| v o n | den | {\displaystyle \mathrm {tex} ={\frac {den}{\mathrm {9} }}}       | 1                                                                 | {\displaystyle \mathrm {Nm} ={\frac {9000}{\mathrm {den} }}}            | {\displaystyle \mathrm {Ne_{B}} ={\frac {5315}{\mathrm {den} }}}        | {\displaystyle \mathrm {Ne_{L}} ={\frac {14882}{\mathrm {den} }}}  |
| v o n | Nm  | {\displaystyle \mathrm {tex} ={\frac {1000}{\mathrm {Nm} }}}     | {\displaystyle \mathrm {den} ={\frac {9000}{\mathrm {Nm} }}}      | 1                                                                       | {\displaystyle \mathrm {Ne_{B}} ={\frac {150}{254}}\cdot \mathrm {Nm} } | {\displaystyle \mathrm {Ne_{L}} ={\frac {420}{254}}\mathrm {Nm} }  |
| v o n | NeB | {\displaystyle \mathrm {tex} ={\frac {590}{\mathrm {Ne_{B}} }}}  | {\displaystyle \mathrm {den} ={\frac {5314}{\mathrm {Ne_{B}} }}}  | {\displaystyle \mathrm {Nm} ={\frac {254}{150}}\cdot \mathrm {Ne_{B}} } | 1                                                                       | {\displaystyle \mathrm {Ne_{L}} ={\frac {14}{5}}\mathrm {Ne_{B}} } |
| v o n | NeL | {\displaystyle \mathrm {tex} ={\frac {1654}{\mathrm {Ne_{L}} }}} | {\displaystyle \mathrm {den} ={\frac {14882}{\mathrm {Ne_{L}} }}} | {\displaystyle \mathrm {Nm} ={\frac {254}{420}}\cdot \mathrm {Ne_{L}} } | {\displaystyle \mathrm {Ne_{B}} ={\frac {5}{14}}\mathrm {Ne_{L}} }      | 1                                                                  |

Ist die Dichte ρ des Fasermaterials bekannt, lässt sich aus der Feinheit der Einzelfaser (Masse m pro Länge L) der Durchmesser der Faser d bestimmen:
{\displaystyle d={\sqrt {{\frac {4}{\pi \rho }}\cdot \underbrace {\frac {m}{L}} _{\text{Garnfeinheit}}}}}
Beispiel: Eine Polyesterfaser von 1 den hat die Masse m von 1 g bei einer Länge L von 9000 m. Die Dichte beträgt ρ=1400 kg/m³. Dann ergibt sich der Durchmesser d zu 10 µm. Diese Berechnung nimmt einen kreisförmigen Querschnitt der Faser an.

### Prüfverfahren

#### Prüfverfahren zur Bestimmung der Faserfeinheit
Eine direkte Bestimmung von Gewicht und Länge, die für die Ermittlung der Faserfeinheit benötigt werden, ist in der DIN EN ISO 1973, angeführt. Bei diesem gravimetrischen Prüfverfahren (Wägemethode) werden Faserbündel, die eine bestimmte Faseranzahl enthalten, auf eine festgelegte Schneidlänge geschnitten und anschließend ausgewogen. Die mittlere Feinheit Tt der Fasern (in dtex) wird aus dem Gewicht m des Bündels in mg, der Schnittlänge l in mm und der Faseranzahl errechnet.
{\displaystyle {\text{Faserfeinheit Tt (in dtex)}}=10\,000\cdot {\frac {\text{Masse m (in mg)}}{{\text{Schnittlänge l (in mm)}}\,\cdot \,{\text{Faseranzahl Z}}}}}
Beispielsweise ergibt sich somit für ein Faserbündel von 100 Fasern mit einer Schnittlänge von 100 mm (d. h. einer Gesamtfaserlänge von 10 000 mm) mit einem Gewicht m von 1,7 mg eine durchschnittliche Feinheit der Fasern von 1,7 dtex. Da ein Durchschnittswert für die Fasern des Bündels ermittelt wird, kann mit dieser Methode nicht die Streuungsbreite der Faserfeinheit der Einzelfasern ermittelt werden.
Ein weiteres Verfahren ist das Vibroskop-Verfahren (Schwingungsverfahren), das ebenfalls in der DIN EN ISO 1973 genormt ist. Mit ihm können die Feinheit der einzelnen Fasern ermittelt werden, wenn sich diese durch eine aufgezwungene äußere Erregerfrequenz in ausreichende Schwingungen versetzen lassen. Da jede Faser eine feinheitsbedingte Eigenfrequenz besitzt, kann nach Ermittlung dieser die Faserfeinheit Tt errechnet werden.
Zur Bestimmung der Feinheit von Baumwollfasern hat sich ein Luftstromverfahren etabliert. Die Kennzahl der Baumwollfaserfeinheit erfolgt mit dem Micronairewert. Beschrieben ist die Bestimmung der Micronaire-Werte in DIN 53 941: Prüfung von Textilien – Bestimmung des Micronaire-Wertes von Baumwollfasern. Eine Umrechnung der ermittelten Micronaire-Werte in dtex im praktischen Gebrauch erfolgt meist nicht. Die Kennzeichnung der Baumwollfaserfeinheit erfolgt mittels dieser Werte. Möglich ist allerdings nur die Ermittlung von Durchschnittswerten von Faserproben, wie auch bei dem Air-Flow-Verfahren, das für die Bestimmung der Wollfeinheit entwickelt wurde und in ISO 1136 beschrieben ist.

#### Prüfverfahren zur Bestimmung der Garnfeinheit
Zur Berechnung der Garnfeinheiten, wie sie in den Abschnitten Gewichtsnummerierung und Längennummerierung dargelegt wurden, benötigt Garnstränge bzw. Garnabschnitte bestimmter Länge, von denen das Gewicht ermittelt wird.
Je nach der für die Prüfung verfügbaren Garnlänge erfolgen die Feinheitsbestimmungen:
- nach DIN EN ISO 2060: Textilien – Garne von Aufmachungseinheiten – Bestimmung der Feinheit (Masse je Längeneinheit) durch Strangverfahren; Ausgabe April 1995. Dazu müssen größere Garnlängen vorhanden sein, die auf Weifen zu Garnsträngen bestimmter Länge aufgewickelt und deren Gewicht anschließend auf Garnwaagen ermittelt wird oder
- nach DIN 53 830, Teil 3: Prüfung von Textilien – Bestimmung der Feinheit von Garnen und Zwirnen – Einfache Garne und Zwirne, Texturierte Garne – Abschnittverfahren; Ausgabe Mai 1981, die vornehmlich dann angewendet wird, wenn nur kurze Garnabschnitte aus Geweben oder Maschenwaren entnommen werden können.[25] Von verschiedenen Prüfgeräteherstellern werden Feinheitsprüfautomaten für Garne und Zwirne angeboten.

## Sonstiges
Im Einzelhandel werden Anzugstoffe speziell ausgezeichnet, beispielsweise als Super 100, die aus besonders feinen und damit teuren Garnen mit Garnfeinheiten von Nm 100 gewebt wurden. Eine Feinstrumpfhose wird aus Garnen mit 20 den oder 22 dtex hergestellt, eine dickere Strumpfhose für den Winter aus Garnen mit 40 den oder 44 dtex.